# Honda Grand Prix of St. Petersburg de 2012
O Honda Grand Prix of St. Petersburg de 2012 foi a primeira corrida da temporada de 2012 da IndyCar Series. A corrida foi disputada no dia 25 de março em uma pista montada nas ruas da cidade de São Petersburgo, Flórida. O vencedor foi o brasileiro Hélio Castroneves, da equipe Team Penske.

## Resultados

### Corrida
| Pos          | Nº | Piloto              | Equipe                         | Motor     | Voltas | Tempo         | Largada | Voltas na Liderança | Pontos |
| ------------ | -- | ------------------- | ------------------------------ | --------- | ------ | ------------- | ------- | ------------------- | ------ |
| 1            | 3  | Hélio Castroneves   | Team Penske                    | Chevrolet | 100    | 1:59:50.9863  | 5       | 28                  | 50     |
| 2            | 9  | Scott Dixon         | Chip Ganassi Racing            | Honda     | 100    | +5.5292       | 6       | 37                  | 40+2   |
| 3            | 28 | Ryan Hunter-Reay    | Andretti Autosport             | Chevrolet | 100    | +7.5824       | 3       | 0                   | 35     |
| 4            | 27 | James Hinchcliffe   | Andretti Autosport             | Chevrolet | 100    | +10.6526      | 4       | 0                   | 32     |
| 5            | 2  | Ryan Briscoe        | Team Penske                    | Chevrolet | 100    | +11.7854      | 2       | 9                   | 30     |
| 6            | 77 | Simon Pagenaud (R)  | Schmidt Hamilton Motorsports   | Honda     | 100    | +31.2623      | 16      | 0                   | 28     |
| 7            | 12 | Will Power          | Team Penske                    | Chevrolet | 100    | +34.6582      | 1       | 11                  | 27     |
| 8            | 5  | E. J. Viso          | KV Racing Technology           | Chevrolet | 100    | +35.5943      | 8       | 0                   | 24     |
| 9            | 83 | Charlie Kimball     | Chip Ganassi Racing            | Honda     | 100    | +43.1425      | 22      | 0                   | 22     |
| 10           | 18 | Justin Wilson       | Dale Coyne Racing              | Honda     | 100    | +44.3141      | 15      | 0                   | 20     |
| 11           | 67 | Josef Newgarden (R) | Sarah Fisher Hartman Racing    | Honda     | 100    | +44.8275      | 19      | 0                   | 19     |
| 12           | 38 | Graham Rahal        | Chip Ganassi Racing            | Honda     | 100    | +45.1080      | 10      | 0                   | 18     |
| 13           | 10 | Dario Franchitti    | Chip Ganassi Racing            | Honda     | 100    | +45.8468      | 9       | 1                   | 17     |
| 14           | 26 | Marco Andretti      | Andretti Autosport             | Chevrolet | 99     | +1 volta      | 7       | 0                   | 16     |
| 15           | 98 | Alex Tagliani       | Team Barracuda – BHA           | Lotus     | 99     | +1 volta      | 17      | 0                   | 15     |
| 16           | 22 | Oriol Servià        | Dreyer & Reinbold Racing       | Lotus     | 99     | +1 volta      | 23      | 0                   | 14     |
| 17           | 8  | Rubens Barrichello  | KV Racing Technology           | Chevrolet | 98     | +2 voltas     | 13      | 0                   | 13     |
| 18           | 20 | Ed Carpenter        | Ed Carpenter Racing            | Chevrolet | 98     | +2 voltas     | 24      | 0                   | 12     |
| 19           | 4  | J. R. Hildebrand    | Panther Racing                 | Chevrolet | 96     | Fora da pista | 18      | 3                   | 12     |
| 20           | 14 | Mike Conway         | A. J. Foyt Enterprises         | Honda     | 75     | Mecânico      | 11      | 0                   | 12     |
| 21           | 7  | Sebastian Bourdais  | Dragon Racing                  | Lotus     | 73     | Fora da pista | 26      | 0                   | 12     |
| 22           | 15 | Takuma Sato         | Rahal Letterman Lanigan Racing | Honda     | 73     | Elétrico      | 14      | 11                  | 12     |
| 23           | 6  | Katherine Legge (R) | Dragon Racing                  | Lotus     | 59     | Fora da pista | 25      | 0                   | 12     |
| 24           | 78 | Simona de Silvestro | HVM Racing                     | Lotus     | 22     | Mecânico      | 21      | 0                   | 12     |
| 25           | 11 | Tony Kanaan         | KV Racing Technology           | Chevrolet | 21     | Elétrico      | 8       | 0                   | 10     |
| 26           | 19 | James Jakes         | Dale Coyne Racing              | Honda     | 19     | Contato       | 20      | 0                   | 10     |
| Referências: |    |                     |                                |           |        |               |         |                     |        |

- (R): Rookie